# Большая Чёрная (приток Подкаменной Тунгуски)
Больша́я Чёрная — река в Эвенкийском районе Красноярского края России, левый приток Подкаменной Тунгуски. Длина реки — 145 км. Площадь водосборного бассейна — 1800 км².
Река берёт начало в болотах в северной части Енисейского кряжа на высоте более 394 м над уровнем моря. От истока преимущественно течёт на север по холмистой местности с преобладанием ели, берёзы и осины. В верховьях течёт параллельно Сырому хребту, затем пересекает его. Перед устьем поворачивает на северо-запад. Впадает в протоку Чёрную Подкаменной Тунгуски по левому берегу на отметке менее 36 м над уровнем моря, выше впадения Большой Лебяжьей, в 82 км от устья Подкаменной Тунгуски, к востоку от посёлка Суломай. Ширина перед устьем составляет 32 м при глубине 1 м, скорость течения в низовьях — 1,3 м/с. 

## Основные притоки
Указаны поименованные притоки длиной 20 км и более
| Название        | Расстояние от устья | Длина | Положение |
| --------------- | ------------------- | ----- | --------- |
| Лыжная          | 15                  | 27    | левый     |
| Малая Колонка   | 45                  | 32    | правый    |
| Большая Колонка | 49                  | 38    | правый    |
| Лиственная      | 67                  | 22    | правый    |
| Верхняя Колонка | 91                  | 23    | правый    |

## Данные водного реестра
По данным государственного водного реестра России и геоинформационной системы водохозяйственного районирования территории РФ, подготовленной Федеральным агентством водных ресурсов:
- Бассейновый округ — Енисейский
- Речной бассейн — Енисей
- Речной подбассейн — Подкаменная Тунгуска
- Водохозяйственный участок — Подкаменная Тунгуска от впадения Чуни до устья
- Код водного объекта — 17010500312116100053128